# Kawasaki-ku
Kawasaki-ku (川崎区?) è uno dei sette quartieri amministrativi della città di Kawasaki, in Giappone.